# 北海道道457号函館漁港線
北海道道457号函館漁港線（ほっかいどうどう457ごう はこだてぎょこうせん）は、北海道函館市内を結ぶ一般道道（北海道道）である。

## 概要

### 路線データ
- 起点：北海道函館市入舟町（函館漁港）
- 終点：北海道函館市末広町（国道279号交点）
- 総延長：1.629 km
- 実延長：1.619 km
- 重用延長：0.010 km

### 道路管理者
- 渡島総合振興局 函館建設管理部 事業課

## 歴史
- 1963年（昭和38年）10月23日 - 路線認定[1]。

## 地理

### 通過する自治体
- 渡島総合振興局
  - 函館市

### 交差する道路
函館市
- 国道279号 - 末広町（終点）

### 沿線にある施設など
函館市
- 函館どつく
- 函館市企業局交通部（函館市電）本線
  - 函館どつく前停留場
  - 大町停留場
  - 末広町停留場
- マックスバリュ弁天店
- ツルハドラッグ函館大町店
- 函館市北方民俗資料館
- 北島三郎記念館
- 市立函館博物館郷土資料館

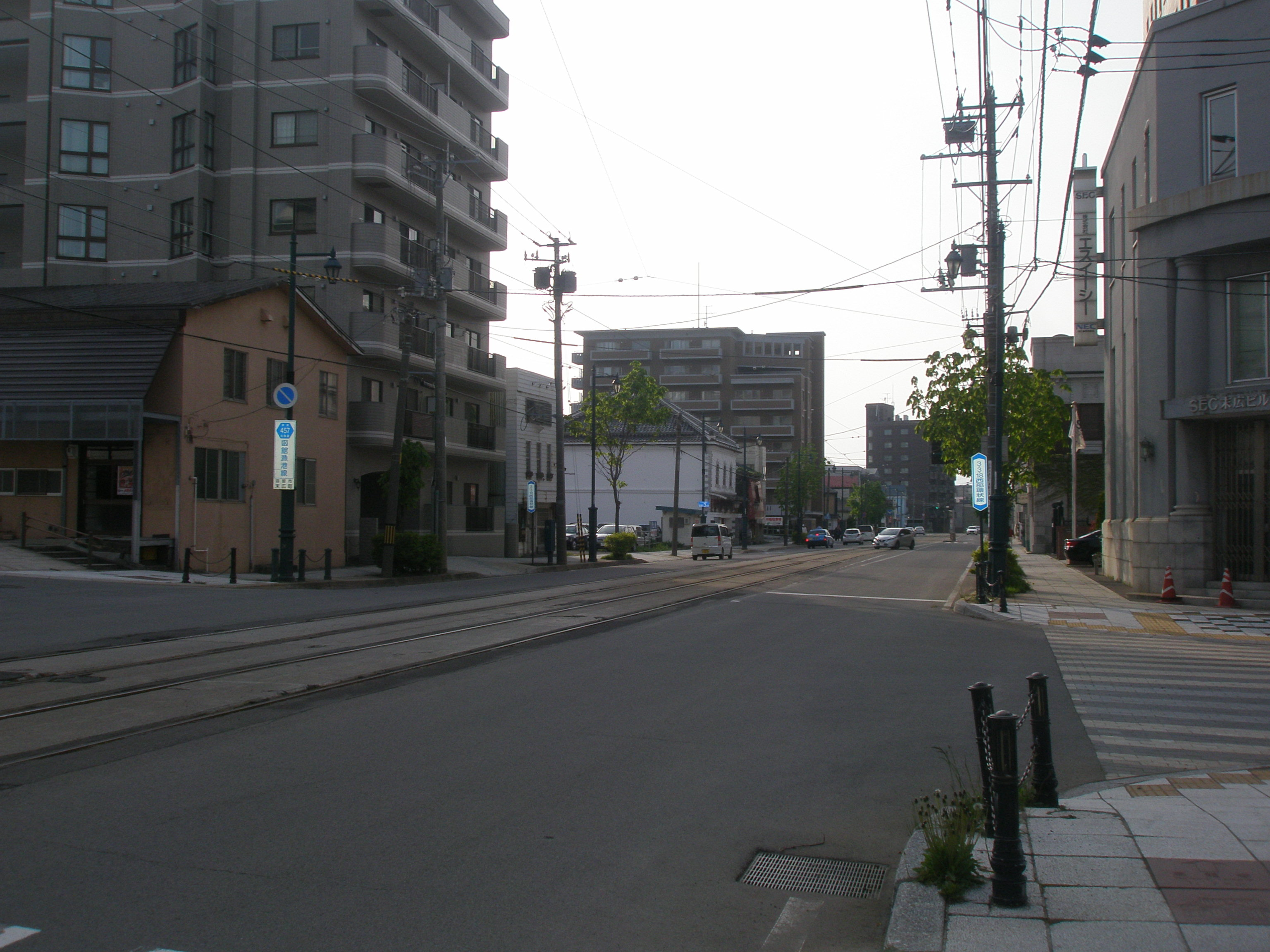
北海道道457号函館漁港線・終点（国道279号交点）
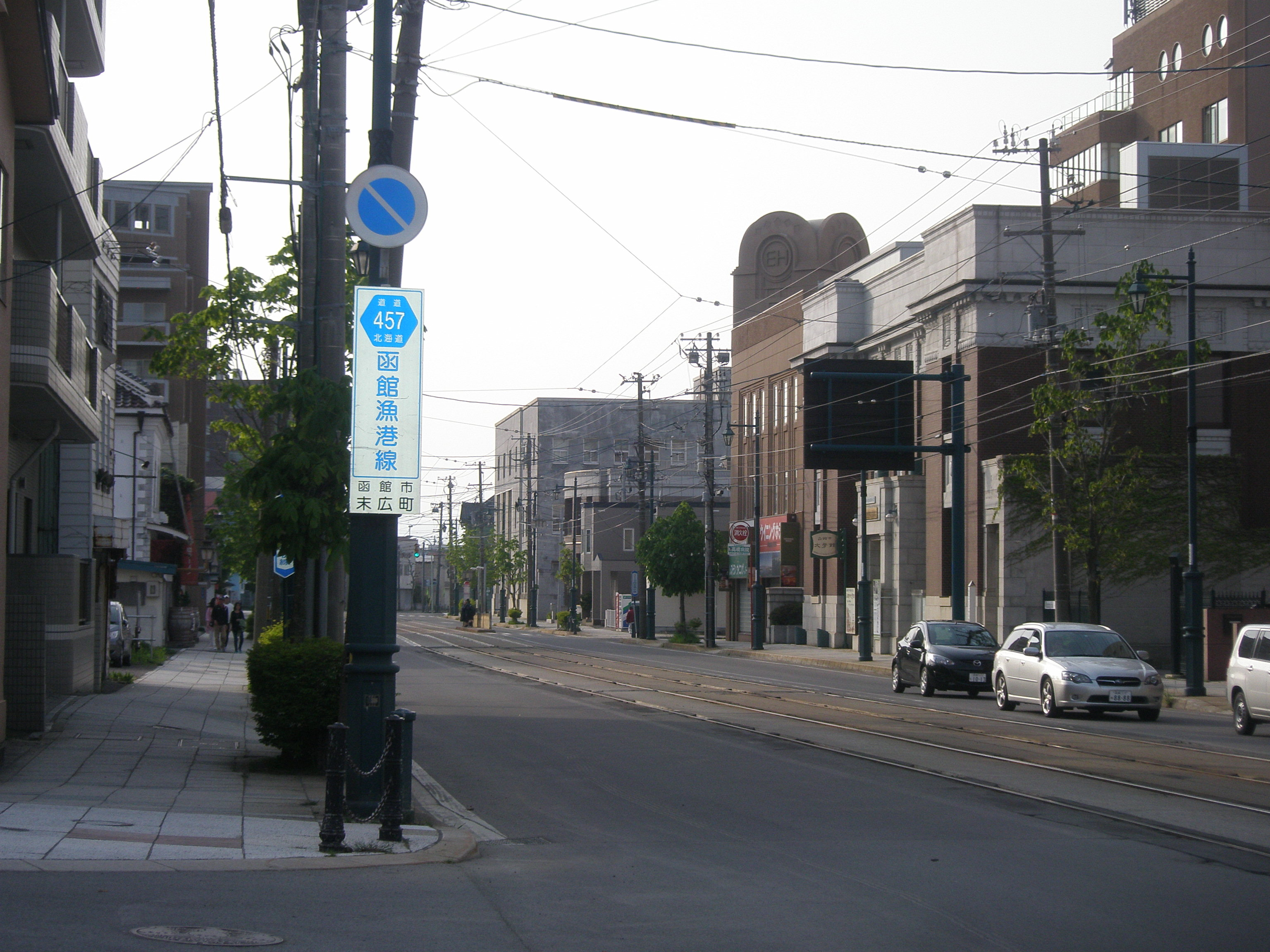
北海道道457号函館漁港線・道道番号標識（終点側）
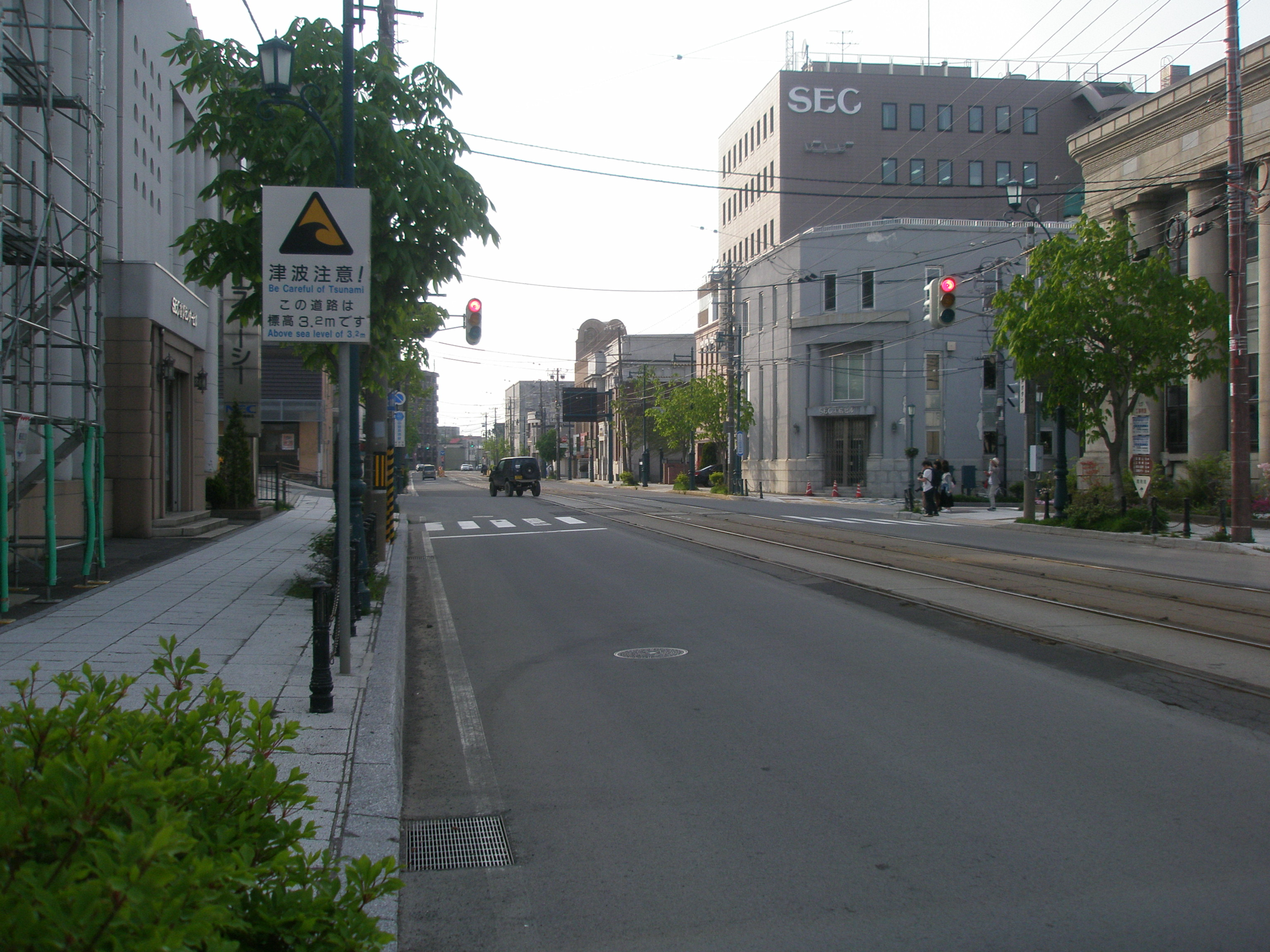
北海道道457号函館漁港線・終点と国道279号の交差点部（国道側より撮影）